# Bradysia globulifera
Bradysia globulifera is een muggensoort uit de familie van de rouwmuggen (Sciaridae). De wetenschappelijke naam van de soort is voor het eerst geldig gepubliceerd in 1934 door Lengersdorf.